# Roberto Quieto
Roberto Jorge Quieto, apodado el Negro, (Buenos Aires, 30 de enero de 1938 - Argentina, 1976) fue un abogado, dirigente de la organización Montoneros, secuestrado y desaparecido el 28 de diciembre de 1975 en la localidad de Martínez (en el norte del Gran Buenos Aires) tres meses antes del golpe militar del 24 de marzo de 1976.
El Negro Quieto formaba parte junto de la Conducción Nacional de la Organización Montoneros y fue secuestrado por fuerzas de seguridad el 28 de diciembre de 1975 en la localidad de Martínez, provincia de Buenos Aires, Argentina continuando hasta la fecha en situación de detenido desaparecido. Fue abogado, participó en acciones guerrilleras y fue fundador y líder de la organización FAR (Fuerzas Armadas Revolucionarias) y luego miembro de la conducción nacional de Montoneros al fusionarse con aquella.
Había sido detenido por primera vez y enviado a la cárcel de Rawson de la que se fugó junto con otros detenidos, dirigiéndose al extranjero. Regresó luego al país y vivió en la clandestinidad hasta su secuestro definitivo. Al mes del hecho la organización a la que pertenecía lo calificó de traidor y lo condenó a muerte, lo cual abrió un debate dentro de Montoneros acerca de la información dada por los militantes bajo los efectos de la tortura.
Su sobrino, Manuel Quieto, es el líder del grupo de rock llamado Mancha de Rolando.

## Primeros años
Roberto Quieto nació en el seno de una familia de clase media el 30 de enero de 1938 en Buenos Aires (Argentina).
Su padre era viajante de comercio de la fábrica de cigarrillos Particulares y luego instaló su negocio propio. Su madre Josefa Argañaraz era maestra. Si bien nació en Buenos Aires, la mayor parte de su infancia y adolescencia transcurrió en San Nicolás, una ciudad de la provincia de Buenos Aires ubicada junto al río Paraná, adonde su familia se trasladó alrededor de 1945 y permaneció hasta 1956. Tenía tres hermanos: José Luis, Osvaldo y Carlos.
Quieto era estudioso e ingresó en el Colegio Militar de la Nación para evitar hacer el servicio militar obligatorio para lo cual debió obtener una beca ya que su padre estaba en desacuerdo. Se fue a los dos años porque estaba descontento e ingresó en la Facultad de Derecho de la Universidad de Buenos Aires donde se recibió de abogado en 1962 con medalla de honor. Mientras estudiaba trabajó como boletero de cine de barrio, empleado en la Bolsa, luego en el Banco Nación. En 1960 viajó a Estados Unidos con el decano de su facultad en un grupo de unos quince estudiantes de buen promedio invitados a un curso en la Universidad de Tulane (en Nueva Orleáns). Al regresar aprovechó para conocer Cuba, que lo deslumbró. Fue elegido consejero estudiantil y ya recibido ejerció como abogado y en ese carácter lo hizo en 1965 en el Sindicato de Prensa.

## Actividad política
Primero estuvo afiliado al Partido Comunista, pero se fue en 1963 con el grupo que encabezó Juan Carlos Portantiero. Luego de pasar por la agrupación Partido Comunista Revolucionario se unió al Ejército de Liberación Nacional (ELN, al que se le decía Elena), agrupación que se creó para apoyar  las acciones del Che Guevara en Bolivia. Cuando el Che fue asesinado en 1967, el ELENA se replantea su funcionamiento y objetivos y evalúa acometer la lucha armada en Argentina. Varios de los militantes del ELENA integran los grupos que luego harían aparición con el nombre de Fuerzas Armadas Revolucionarias.
Esos grupos incendiaron en Buenos Aires el 26 de junio de 1969 trece supermercados Minimax, cuya propiedad se atribuía a Nelson Rockefeller, de visita en esa ciudad. La autoría de la operación sólo fue reconocida por las FAR (Fuerzas Armadas Revolucionarias) luego de que hicieran aparición pública el 30 de julio de 1970, a las 13:00 horas, cuando coparon la ciudad de Garín en la zona norte del Gran Buenos Aires. Quieto participó en la planificación y ejecución del copamiento junto con Carlos Olmedo y Marcos Osatinsky, que permitió a la organización sustraer armas y dinero. La operación "Gabriela" incluyó el asalto a la sucursal del Banco Provincia de Buenos Aires y el copamiento de la oficina de ENTEL, la estación de ferrocarril y del destacamento de policía donde robaron armas. Duró en total unos 50 minutos, participaron alrededor de 50 guerrilleros (o 36 guerrilleros, 12 mujeres y 24 hombres, según algunas versiones) que se replegaron  en cinco camionetas y tres autos previamente robados para esa acción. Durante el hecho asesinaron a un policía.
Las actividades ilegales de Quieto fueron descubiertas luego de las declaraciones bajo tortura de su compañero Marcelo Verd, siendo detenido el 4 de julio de 1971 y finalmente fue enviado a la cárcel de Rawson. Allí junto con otros detenidos se fugó del penal el 15 de agosto de 1972, escapó a Chile y siguió luego viaje a Cuba para volver más adelante a la Argentina y retomar su puesto en las FAR. Cuando en octubre de 1973 esta organización se fusionó con Montoneros pasó a ser el número dos de la conducción de esta. En febrero de 1974 volvió a ser detenido pero fue liberado tras movilizaciones callejeras y mucha presión.

## Su desaparición

### El secuestro
El domingo 28 de diciembre de 1975, Roberto Quieto concurrió a la playa La Grande, de Martínez, situada sobre la calle Pacheco, que era uno de los típicos recreos que bordean la costanera norte del Río de la Plata a los que esos domingos de verano concurrían centenares de familias. Había unos veinte familiares de Quieto, entre ellos su esposa, su madre, sus hijos Paola (diez años) y Guido (seis años), hermanos y primos. Para los encuentros familiares Quieto prefería los lugares concurridos, en primer lugar porque pensaba que era más probable pasar desapercibido, en segundo término porque consideraba más factible la huida y en tercer lugar porque juzgaba que si era capturado frente a otras personas era más difícil que se negara su detención.
Cuando ya habían pasado las siete de la tarde y Quieto tenía en brazos a su sobrino Manuel de un año aparecieron alrededor de diez personas portando armas largas con las que apuntaron al grupo luego de hacer unos disparos al aire, ordenaron hacer cuerpo a tierra y se dirigieron hacia él al mismo tiempo que otras que hasta el momento aparentaban ser paseantes. A pedido de Quieto la persona que dirigía el operativo se identificó con una credencial como Inspector Rosas, de la Policía Federal y pese a que su esposa trató de resistir, lo redujeron con violencia a culatazos en la cabeza, lo arrastraron hasta un auto y partieron velozmente.

### Las gestiones para su liberación
La familia se comunicó con los medios de prensa y obtuvo que radio Colonia diera de inmediato la noticia que al día siguiente publicarían El Cronista Comercial y Clarín. Al mismo tiempo hicieron contacto con legisladores radicales, que al día siguiente denunciaron el hecho en el Congreso, avisaron a la conducción de Montoneros y comenzaron a requerir informes a las autoridades.
De inmediato fueron apareciendo pintadas reclamando por Quieto, entrevistas con legisladores y dirigentes políticos, cartas y telegramas a las autoridades gubernamentales y eclesiásticas, al Papa y a líderes e intelectuales de distintos países y fueron muchas las solicitadas con reclamos y adhesiones publicadas en los días siguientes.
Roberto Quieto fue llevado a la Guarnición Militar de Campo de Mayo que funcionaba como centro clandestino de detención desde 1975.
En enero de 1976 hubo un encuentro en Puerto Madero con el general Albano Harguindeguy, organizado por el dirigente montonero Norberto Habegger para pedir por su liberación. En esa reunión, Harguindeguy les contestó a los Montoneros que Quieto no iba a aparecer y que se estaba preparando un golpe de Estado. Según declaró Roberto Perdía ante el juez, Harguindeguy habría dicho que eso sí iba a ser una dictadura y no una «dictablanda», como había sido la de Agustín Lanusse. Según declaró la esposa de Norberto Habegger, Harguindeguy habría dicho que las Fuerzas Armadas iban a efectuar todo tipo de acciones tendientes a la detención, persecución y luego exterminio de toda persona involucrada en la organización Montoneros y otras relacionadas con ideas políticas afines a la misma.
Hubo un segundo encuentro con el ministro en el que fue designado Roberto Perdía como representante de Montoneros.
El director del diario Crónica, Américo Barrios, cuando estuvo detenido se enteró de que Quieto estaba preso en Campo de Mayo y que la vida y la muerte de todos los detenidos dependía del general Harguindeguy. El policía Armando Víctor Luchina ―quien al momento del secuestro de Quieto era un custodia y pasaba a máquina los listados de detenidos de la Superintendencia de Seguridad Federal de la Policía Federal Argentina― declaró haberlo visto en las dependencias de la policía.
Una semana después Montoneros informó internamente que habían caído algunos locales de importancia conocidos por Quieto y que no cabían dudas acerca de su responsabilidad y casi de inmediato decidió cesar todas las acciones y gestiones por su liberación y un poco más adelante le iniciaba juicio revolucionario. Ante ello algunos militantes lo aceptaron con naturalidad o con resignación, otros se resistieron a aceptarlo, algunos buscaban explicaciones y otros mostraban su enojo por la traición.
Por su parte, el Gobierno encabezado por la presidenta María Estela Martínez de Perón nunca reconoció la detención de Quieto, quien según algunas fuentes habría sido torturado en la guarnición militar de Campo de Mayo.

## El juicio dentro de Montoneros
Montoneros emitió un comunicado informando que el 14 de febrero de 1976 el Tribunal Revolucionario había encontrado a Roberto Quieto «culpable de los delitos de deserción en operación y delación, y propuesto las penas de degradación y muerte a ser aplicadas en el modo y oportunidad a determinar».
La detención de uno de los principales dirigentes de Montoneros, que además tenía fuerte llegada a las bases militantes había conmocionado a la militancia, en especial porque las circunstancias en que se había producido mostraban que Quieto había violado palmariamente las reglas de seguridad que, incluso, había establecido la conducción. En primer lugar porque tenían prohibido el contacto con familiares y en segundo término porque había permanecido largo tiempo en una playa pública sin armas ni custodia de ninguna naturaleza. Si la detención de Quieto había causado consternación entre los militantes, la noticia de su condena provocó en ellos reacciones de diversa índole.
Hubo militantes que replantearon la necesidad de rediscutir el tema de cómo actuar en la tortura en la nueva situación represiva, otros miraron con suspicacia lo que pensaban era un apresuramiento de la Conducción sin explicaciones visibles. Fue, en definitiva, un paso adelante en el camino a la implantación de la pastilla de cianuro.
No había duda que Quieto había violado normas y debía ser castigado, pero también era imperioso analizar por qué un jefe había llegado a esa situación.

### Circunstancias personales de Quieto que pudieron incidir en su caída
Quieto tenía una pareja desde antes que comenzara su militancia y que no participaba de esta. Al comienzo de su incorporación a las FAR Quieto llevaba una vida pública de ciudadano común y corriente, sin ninguna actividad política, al mismo tiempo que militaba secreta y clandestinamente en la organización.
A diferencia de otros de sus compañeros, Quieto al ser detenido por primera vez en 1971 ya tenía 33 años y una familia constituida con una esposa que no militaba y dos hijos de seis y dos años. Por otra parte, no solamente era apegado a ellos sino también a sus hermanos y al resto de su familia. La clandestinidad se le hizo dificultosa y conflictiva con su necesidad de compartir la vida de sus hijos y de estar cerca de sus núcleos afectivos. Ese conflicto que lo afectaba hondamente se agravó con el relanzamiento de la lucha armada y el traslado de la Conducción Nacional a la ciudad de Córdoba. Su esposa estaba convencida de que estaba en riesgo la vida de sus hijos y se quedó con ellos en Buenos Aires, por lo que Quieto, ya instalado en la casa de un militante y su familia en Córdoba, viajaba todos los meses a la Capital donde tenía algunas tareas a su cargo y aprovechaba para ver a sus hijos en la casa de algún amigo no militante o a veces en lugares públicos como el Parque Pereyra Iraola o la playa de Martínez donde pensaba pasar desapercibido entre los demás concurrentes. Según sus familiares Quieto al tiempo de su caída se encontraba mal anímicamente, se lo veía preocupado, con un gran cansancio.
Lila Pastoriza opina que los problemas personales no explican por sí solos la situación anímica de Quieto y su evidente descuido en materia de seguridad. Refiere que en el debate generado en el seno de Montoneros acerca de la posibilidad del golpe de Estado, Quieto proponía fortalecer la oposición civil al gobierno de María Estela de Perón y plantear el adelanto de las elecciones, o sea dar prevalencia a la actividad política y no a la acción militar que iba a favorecer la llegada del golpe pero las propuestas que se impusieron en la última reunión de 1975 del Consejo Superior Montonero, efectuada en octubre se alineaban con la posición que favorecía al golpe.
Diversos factores personales parecen explicar la conducta descuidada de Quieto. Se dice que veía la situación con creciente pesimismo y temía que el rumbo militarista de Montoneros, sobre el que era muy difícil debatir, la llevara a la derrota. Por otra parte sufría las dificultades familiares que le ocasionaba la clandestinidad y que aumentaban en la medida que la represión se hacía cada vez más eficaz e intensa. Si bien nunca abandonó su puesto, era evidente que no encontraba salida para su situación familiar.
José Aricó se refirió a su impresión de Roberto Quieto poco antes de su detención describiéndolo como:

Un dirigente aniquilado, derrotado, sin posibilidad de cambiar una situación en la dirección del movimiento, desconfiando profundamente de lo que ese movimiento estaba diciendo, pero obligado a defender cosas absurdas, como la creencia que una confrontación frontal con el Ejército podía llevarlos a ellos al triunfo. Eso no lo creía Quieto, Quieto era un hombre que estaba derrotado antes y su detención es la consecuencia lógica de ese desplome moral, diría, y político que se produjo en este hombre.
Pancho Aricó

## Montoneros y el debate sobre la tortura
Muchos años después se siguió debatiendo sobre la mencionada condena. En un reportaje, Mario Eduardo Firmenich justificó el juicio a Quieto:

Evidentemente como todos los desaparecidos Quieto fue sometido a las peores torturas que uno se pueda imaginar. Nosotros no tuvimos nunca más información de él, pero sí tuvimos evidencia de delaciones de él durante la tortura. (...) Nuestra fuerza en su ideología tenía como un elemento significativo, importante del tema del «hombre nuevo». (...) Una sociedad que construya un hombre nuevo y ese hombre nuevo era el futuro de la sociedad. Y se suponía que los militantes revolucionarios tenía que aproximarse o ser casi ese hombre nuevo. (...) Cómo era posible que aquel que tenía que ser el hombre nuevo pudiera cantar en la tortura. Este fue el problema. Nosotros establecimos a partir de ahí dos cosas: un juicio en ausencia a Quieto que tenía un valor realmente simbólico. Sabíamos que no tendríamos ningún rastro de él. Era un juicio que en definitiva implicaba establecer jurisprudencia para la conducta ante la represión que se avecinaba. En ese juicio Quieto fue condenado por cantar en la tortura, condenado por delación. Que tenía el efecto de decir no admitimos la delación, no nos parece razonable que alguien delate, aunque las torturas puedan ser muy tremendas. (...) Nadie puede garantizar antes de pasar por la tortura que no va a hablar era morir antes de la tortura. Y allí fue que se estableció para los miembros de la conducción la obligatoriedad de la pastilla de cianuro, para no entregarse vivo. (...) De modo que establecimos la pastilla de cianuro. Y como esto fue un gran debate dentro de la organización, en realidad la conducción recibió una crítica generalizada de la organización. Y la crítica que consistía en decir que se establecía un privilegio para los miembros de la conducción. Los miembros de la conducción teniendo pastillas de cianuro tenían el privilegio de no ir a la tortura y el resto de los militantes no tenían esos privilegios. Y allí fue entonces que se decidió generalizar la pastilla de cianuro para evitar la delación en la tortura.
Mario Firmenich

En el ERP el criterio era similar. Así describe Luis Mattini lo que en el mismo artículo considera una visión errónea:

La idea de que los revolucionarios en todos los casos resistían la tortura sin abrir la boca, y ello sería precisamente prueba de su carácter de revolucionario, concretamente de fortaleza ideológica, atravesaba nuestro cuerpo de creencias, a punto tal de ser precisamente eso: una prueba de fuego, mayor prueba aún que dar la vida. Más todavía, se establecía una categorización darwiniana.

En el caso del PRT se suponía que los cuadros del Buró Político (estadio supremo de la evolución) por su carácter de cuadros máximos no podrían ser «quebrados» en absoluto; en el escalón inferior siguiente, el Comité Central, un poco menos absoluto y así sucesivamente, hasta la categoría simpatizante, en donde dada la «insuficiencia ideológica», era esperable la «debilidad». Asimismo, las sanciones correspondientes por no pasar la prueba, es decir por «cantar » pese a la tortura, iban en la misma jerarquía: gravísima, grave, menos grave, no grave y no sancionable. Esta seguridad absoluta de que los cuadros no podían ser «quebrados», llegaba hasta el punto suicida de que no cambiábamos preventivamente de casa ante la caída de uno de nuestros pares que la conocía. Además a esta categorización jerárquica se sumaba la clasista: un obrero industrial merecía toda la confianza, le seguía el campesino y por allá abajo, a la distancia, el «pequeño burgués».

Por su parte, la periodista Lila Pastoriza consideró que esa condena es un dato que muestra el reemplazo de la política por el accionar militar, el cerrojo de las opciones binarias ―héroes o traidores, valientes o cobardes―, la preeminencia de las lógicas bélicas. La conducción que lo juzgara igualó en el cargo de traición tanto al integrante que se vendía al enemigo como al que era obligado a entregar información mediante la tortura y parece no haber reflexionado sobre el efecto desmoralizador que tenía para muchos militantes la condena en esas circunstancias de un dirigente respetado.
Al referirse a la resolución que impuso la pastilla de cianuro, expuso Ana Longoni:

Implica una actitud esquizofrénica en la medida en que el discurso explícito seguía siendo que la tortura podía aguantarse, mientras la pastilla implicaba un “por si acaso”, un reaseguro en la sospecha de que no se aguantaba siempre ni tanto, aunque ello no se admitiera. Caer vivos en manos del enemigo deviene a partir de entonces en una falta, incluso un delito. Se puede pensar en ese sentido el uso dentro de la jerga militante del término «perder» para referirse a caer en manos de la represión: «X perdió» antes que «X fue chupado» implica un matiz de responsabilidad y derrota personal del prisionero en su caída.
Ana Longoni

Finalmente, para Lila Pastoriza:

su historia no es la de un traidor. Es la de alguien de larga trayectoria política, que se dio cuenta de que se estaba equivocando y ya era tarde, pero que de ningún modo abandonaría su puesto. Siguió como le fue posible, siendo fiel a lo suyo e intentando actuar con dignidad.
Lila Pastoriza